# Thomas L. Jentz
Thomas L. Jentz (* 1946; † 29. Dezember 2012) war ein US-amerikanischer Autor.
Jentz ist Autor und Co-Autor von 93 Büchern, deren Schwerpunkte die deutsche Panzerwaffe und ihre Fahrzeuge zur Zeit des Zweiten Weltkrieges sind. Einige seiner Bücher erschienen auch in deutscher Sprache.
Er war verheiratet mit Franziska Jentz und hatte mit ihr eine Tochter und einen Sohn.

## Publikationen

### Panzer-Tracts-Reihe
Panzer Tracts ist eine ab 1997 von Jentz als Hauptautor selbst herausgegebene mehrbändige Reihe über Entwicklung, Technik und Einsatz diverser Militärfahrzeuge der Wehrmacht. Bei der Recherche arbeitete man ausschließlich mit Primärquellen. Maßstabsgerechte Zeichnungen auf Grundlage vermessener Originalfahrzeuge stammen von Hilary Louis Doyle. An späteren Bänden arbeitete auch Lukas Friedli mit. Die Bände erschienen etwa vierteljährlich und in ungeordneter Reihenfolge, die letzten im Jahr 2016. Nachdem der Vertrieb durch den eigens gegründeten Verlag Panzer Tracts zum 31. Dezember 2022 eingestellt wurde, übernahm der britische Vertrieb der Panzerwrecks-Reihe die weltweiten Verwertungsrechte von Panzer Tracts. Seit Mitte 2023 werden sukzessive auch lang vergriffene Einträge der Reihe neu aufgelegt.

#### Band 1:Panzerkampfwagen I
1. Panzerkampfwagen I: Kleintraktor to Ausf.B (= Panzer Tracts. Band 1, Nr. 1). Panzer Tracts, Boyds, MD 2002, ISBN 0-9708407-6-4 (englisch).
2. Panzerkampfwagen I: Kl.Pz.Bef.Wg. to VK 18.01 (= Panzer Tracts. Band 1, Nr. 2). Panzer Tracts, Boyds, MD 2002, ISBN 0-9708407-8-0 (englisch).

#### Band 2:Panzerkampfwagen II
1. Panzerkampfwagen II: Ausf. a/1, a/2, a/3, b, c, A, B, and C – Development and Production from 1934 to 1940 (= Panzer Tracts. Band 2, Nr. 1). Panzer Tracts, Boyds, MD 2008, ISBN 978-0-9815382-2-8 (englisch).
2. Panzerkampfwagen II: Ausf. G, H, J, L, and M – development and production from 1938 to 1943 (= Panzer Tracts. Band 2, Nr. 2). Panzer Tracts, Boyds, MD 2007 (englisch).
3. Panzerkampfwagen II: Ausf.D, E, and F (= Panzer Tracts. Band 2, Nr. 3). (englisch).

#### Band 3:Panzerkampfwagen III
1. Panzerkampfwagen III: Ausf.A, B, C, und D – Development and Production from 1934 tot 1938 plus the Leichttraktor and Krupp’s M.K.A (= Panzer Tracts. Band 3, Nr. 1). Panzer Tracts, Boyds, MD 2006, ISBN 0-9771643-4-9 (englisch).
2. Panzerkampfwagen III: Ausf.E, F, G, und H – Development and Production from 1938 to 1941 (= Panzer Tracts. Band 3, Nr. 2). Panzer Tracts, Boyds, MD 2007, ISBN 978-0-9771643-9-4 (englisch).
3. Panzerkampfwagen III: Ausf.J, L, M, und N – development and production from 1941 to 1943 (= Panzer Tracts. Band 3, Nr. 3). Panzer Tracts, Boyds, MD 2009, ISBN 978-0-9815382-4-2 (englisch).
4. Panzerbefehlswagen: Ausf.D1, E, H, J, und K – Development and Production from 1935 to 1943 (= Panzer Tracts. Band 3, Nr. 4). Panzer Tracts, Boyds, MD 2010, ISBN 978-0-9815382-8-0 (englisch).
5. Panzerkampfwagen III Umbau: Conversions to Z.W.40, Pz.Kpfw.III (T), Pz.Kpfw.III (Funk), Pz.Kpfw.III (FI), Pz.Beob.Wg.III, SK 1, Brueckenmaterialtraeger, and Munitionspanzer (= Panzer Tracts. Band 3, Nr. 5). 2011 (englisch).

#### Band 4:Panzerkampfwagen IV
1. Panzerkampfwagen IV: Grosstraktor to Panzerbefehlswagen IV (= Panzer Tracts. Band 4, Nr. 1). Darlington Productions, Darlington 1997, ISBN 0-9648793-4-4 (englisch).
2. Panzerkampfwagen IV: Ausf. H / Ausf. J, 1943 to 1945 (= Panzer Tracts. Band 4, Nr. 3). Panzer Tracts, Boyds, MD August 2016, OCLC 992531240 (englisch).

#### Band 5:Panzerkampfwagen Panther
1. Panzerkampfwagen "Panther" Ausfuehrung D with Versuchs-Serie Panther, Fgst.Nr.V2 (= Panzer Tracts. Band 5, Nr. 1). Panzer Tracts, Boyds, MD 2003, ISBN 0-9708407-8-0 (englisch).[4]
2. Panzerkampfwagen "Panther" Ausf.A (= Panzer Tracts. Band 5, Nr. 2). 2003 (englisch).[4]
3. Panzerkampfwagen Panther Ausf. G (= Panzer Tracts. Band 5, Nr. 3). 2004 (englisch).[4]
4. Panzerkampfwagen Panther II and Panther Ausfuehrung F (= Panzer Tracts. Band 5, Nr. 4). Panzer Tracts, Boyds, MD 2006, ISBN 0-9771643-2-2 (englisch).

#### Band 6:Schwere Panzerkampfwagen
1. Schwere Panzerkampfwagen: D.W. to E-100 including the Tigers (= Panzer Tracts. Band 6, Nr. 1). Panzer Tracts, Boyds, MD 2001, ISBN 0-9708407-1-3 (englisch).
2. Schwere Panzerkampfwagen (= Panzer Tracts. Band 6, Nr. 2). Panzer Tracts, Boyds, MD (englisch).
3. Schwere Panzerkampfwagen: Maus and E 100 – Development and Production from 1942 to 1945 (= Panzer Tracts. Band 6, Nr. 3). Panzer Tracts, Boyds, MD 2008, ISBN 978-0-9815382-3-5 (englisch).

#### Band 7:Panzerjaeger
1. Panzerjaeger (3.7 cm Tak to Pz.Sfl.Ic) – Development and Employment from 1927 to 1941 (= Panzer Tracts. Band 7, Nr. 1). ISBN 978-0-9744862-3-9 (englisch).
2. Panzer Tracts No. 7-2: Panzerjaeger (7. 62 CM F. K. (R) Auf GP. Sfl. to 7. 5 CM Pak 40 Sfl. ) Marder I, II, and 38t by Thomas L. Jentz, 2005[4]
3. Panzerjaeger (7.5 cm Pak 40/4 to 8.8 cm Waffentraeger) – Development and Employment from 1939 to 1945 (= Panzer Tracts. Band 7, Nr. 3). 2006, ISBN 0-9771643-3-0 (englisch).

#### Band 8:Sturmpanzer
- Sturmgeschuetz: s.Pak to Sturmmoerser (= Panzer Tracts. Band 8). Darlington Productions, Darlington, MD 1999, ISBN 978-1-892848-04-8 (englisch).
- Sturmpanzer – Sturminfanteriegeschütz 33, Sturmpanzer and Munitionspanzer – Development and Production from 1942 to 1945 (= Panzer Tracts. Band 8, Nr. 1). Panzer Tracts, Boyds, MD (englisch).

#### Band 9:Jagdpanzer
- Jagdpanzer: Jagdpanther (= Panzer Tracts. Band 9, Nr. 3).

#### Band 10:Artillerie Selbstfahrlafetten
- Artillerie Sfl.: 15 cm sIG to 60 cm Karl (= Panzer Tracts. Band 9, Nr. 3).

#### Band 11:PanzerbeobachtungswagenundAufklaerungspanzerwagen
1. Panzerbeobachtungswagen (Armored Observation Vehicles): Sd. Kfz. 253 To Pz. Beob. Wg. Panther (Panzer Tracts, Vol. 11 1) by Thomas L. Jentz, Hilary Louis Doyle, 2003[4]
2. Aufklaerungspanzerwagen H 8 H to Vollkettenaufklaerer 38 (= Panzer Tracts. Band 11, Nr. 2).

#### Band 12:Flakpanzer
- Flakpanzer: Flakpanzerkampfwagen IV to 8.8 cm VFW (= Panzer Tracts. Band 12, Nr. 1).

#### Band 13:Panzerspaehwagen
- Leichter Panzerspaehwagen (Sd.Kfz.221, 222, and 223) and Kleiner Panzerfunkwagen (Sd.Kfz.260 and 261) (= Panzer Tracts. Band 13, Nr. 1). (englisch).

#### Band 14:Gepanzerte Pionier-Fahrzeuge
- Gepanzerte Pionier-Fahrzeuge (Armored Combat Engineer Vehicles): Goliath to Raeumer S (= Panzer Tracts. Band 14). Darlington Productions, Darlington, Maryland 1998, ISBN 1-892848-00-7 (englisch).

#### Band 15:Schuetzenpanzerwagen
1. Schuetzenpanzerwagen (Sd.Kfz.250) Ausf.A & B (= Panzer Tracts. Band 15, Nr. 1).
2. Schuetzenpanzerwagen (Sd.Kfz.251) Ausf.A to C 1939 to 1942 (= Panzer Tracts. Band 15, Nr. 2).
3. Mittlerer Schuetzenpanzerwagen (Sd.Kfz.251) Ausf.C & D – History of Production, Variants, Organization, and Employment in Action from 1943 to 1945 (= Panzer Tracts. Band 15, Nr. 3). Panzer Tracts, Boyds, MD 2006, ISBN 0-9771643-5-7 (englisch).
4. Final Development of the Schützenpanzer Sd.Kfz.251 to Vollketten M.S.P Kätzchen (= Panzer Tracts. Band 15, Nr. 4). Panzer Tracts, Boyds, MD (englisch).

#### Band 16:Bergepanzerwagen
1. Bergepanzerwagen: Bergepanther Ausf.D, A & G (= Panzer Tracts. Band 16-1). Panzer Tracts, 2013, ISBN 978-1-915969-02-6 (englisch, 78 S.).

- Bergepanzerwagen: Bergepanzer 38 to Bergepanther (= Panzer Tracts. Band 16). Panzer Tracts, Boyds, MD 2004, ISBN 0-9744862-5-6 (englisch).

#### Band 18:Panzerkampfwagen 38 (t)
- Panzerkampfwagen 38 (t) Ausf.A to G und S – Production, Modification, and Operational History from 1939 to 1942 (= Panzer Tracts. Band 18). ISBN 978-0-9771643-6-3 (englisch).

#### Band 19:Beute-Panzerkampfwagen
1. Beute-Panzerkampfwagen: Czech, Polish, and French Tanks Captured from 1939 to 1940 (= Panzer Tracts. Band 19, Nr. 1). ISBN 978-0-9771643-7-0 (englisch).
2. Beute-Panzerkampfwagen: British, American, Russian, and Italian Tanks Captured from 1940 to 1945 (= Panzer Tracts. Band 19, Nr. 2). 2007, ISBN 978-0-9815382-1-1 (englisch).

#### Band 20:Paper Panzers
1. Paper Panzers: Panzerkampfwagen, Sturmgeschuetz, and Jagdpanzer (= Panzer Tracts. Band 20, Nr. 1). 2001, ISBN 0-9708407-3-X (englisch, 60 S.).
2. Paper Panzers: Aufkl., Beob., and Flak-Pz. (= Panzer Tracts. Band 20, Nr. 2). (englisch).

#### Band 22:Zugkraftwagen
1. Leichter Zugkraftwagen 1 t (Sd.Kfz.10) Ausf.A und B and Variants – Development and Production from 1935 to 1945 (= Panzer Tracts. Band 22, Nr. 1). ISBN 978-0-9815382-5-9 (englisch).
2. Leichter Zugkraftwagen 3t (Sd.Kfz.11) and Variants development and production from 1934 to 1945 (= Panzer Tracts. Band 22, Nr. 2). 2009, ISBN 978-0-9815382-6-6 (englisch).
3. Mittlerer Zugkraftwagen 5t (Sd.Kfz.6) and Schwerer Wehrmachtsschlepper development and production from 1934 to 1945 (= Panzer Tracts. Band 22, Nr. 3). 2010 (englisch).
4. Mittlerer Zugkraftwagen 8t (Sd.Kfz.7) (= Panzer Tracts. Band 22, Nr. 4). 2013 (englisch).
5. Gepanzerter 8t Zugkraftwagen & Sfl. Flak (Sd.Kfz.7) (= Panzer Tracts. Band 22, Nr. 5). 2014 (englisch).

### Panzertruppen
1. Die deutsche Panzertruppe 1933–1942 (= Die deutsche Panzertruppe: Gliederungen, Organisation, Taktik, Gefechtsberichte, Verbandsstärken, Statistiken. Band 1). Podzun-Pallas, Wölfersheim-Berstadt 1998, ISBN 3-7909-0623-9 (englisch: Panzertruppen: The Complete Guide to the Creation & Combat Employment of Germany’s Tank Force 1933–1942 – Formations, Organizations, Tactics, Combat Reports, Unit Strengths, Statistics. Atglen, PA 1996.).
2. Die deutsche Panzertruppe 1943–1945 (= Die deutsche Panzertruppe: Gliederungen, Organisation, Taktik, Gefechtsberichte, Verbandsstärken, Statistiken. Band 2). Podzun-Pallas, Wölfersheim-Berstadt 1999, ISBN 3-7909-0624-7 (englisch: Panzertruppen: The Complete Guide to the Creation & Combat Employment of Germany’s Tank Force 1943–1945 – Formations, Organizations, Tactics, Combat Reports, Unit Strengths, Statistics. Atglen, PA 1996. Übersetzt von Michael Scheibert).

### Germany’s Tiger Tanks
1. D.W. to Tiger I: Design, Production & Modifications (= Germany’s Tiger Tanks. Band 1). Schiffer, Atglen, PA 2000, ISBN 0-7643-1038-0 (englisch, 189 S.).
2. VK45.02 to Tiger II: Design, Production & Modifications (= Germany’s Tiger Tanks). Schiffer, Atglen, PA 1997, ISBN 0-7643-0224-8 (englisch, 169 S.).
3. Tiger I & II: Kampf und Taktik. Podzun-Pallas, Wölfersheim 2000, ISBN 3-7909-0691-3 (174 S., englisch: Germany’s Tiger Tanks: Tiger I & II: Combat Tactics. Übersetzt von Michael Scheibert).
4. Tigers at the Front (= Germany’s Tiger Tanks). Schiffer, Atglen, PA 2001, ISBN 0-7643-1339-8 (englisch, 208 S.).

### Weitere Publikationen
- Der Panther – Entwicklung, Ausführungen, Abarten, seltene Varianten, charakteristische Merkmale, Kampfwert. Podzun-Pallas, Wölfersheim 1997, ISBN 3-7909-0592-5 (englisch: Germany’s Panther Tank: The Quest for Combat Supremacy – Development, Modifications, Rare Variants, Characteristics, Combat Accounts. 1995. Übersetzt von Heinrich Kaiser).
- Tank Combat in North Africa: The Opening Rounds Operations Sonnenblume, Brevity, Skorpion and Battleaxe by Thomas L. Jentz, 1998[4]
- Germany's Panzers in World War II: From Pz.Kpfw.I to Tiger II: A Pictorial History of All the Famous German Panzers from 1935 to 1945 Enhanced by Scale Drawings and Graphical Displays of Key Operational Characteristics by Thomas L. Jentz, Hilary L. Doyle, 2001[4]
- Sturmgeschuetz: S.Pak to Sturmmoerser by Thomas L. Jentz, Hilary Doyle (Illustrator), 1999[4]
- Dreaded Threat: The 8. 8 CM Flak 18/36/37 in the Anti-Tank Role by Thomas L. Jentz, 2001[4]
- Bertha's Big Brother Karl-Geraet (60 CM) and (54 CM): The Super-Heavy Self-Propelled Mortar Also Known as Geraet 040/041 Nr. I - VII by Thomas L. Jentz, 2001[4]
- Leichter Schuetzenpanzerwagen (Sd.Kfz.250) Ausf.A & B - History of Production, Variants, Organization by Thomas L. Jentz[4]
- Panzerkampfwagen VI P (Sd.Kfz.181): The History Of The Porsche Typ 100 And 101 Also Known As The Leopard And Tiger (P) by Thomas L. Jentz[4]
- Halbkettenfahrzeuge des deutschen Heeres. Motorbuch Verlag, Stuttgart 2012, ISBN 978-3-613-02995-8.
- Leichte Jagdpanzer – Entwicklung, Fertigung, Einsatz. Motorbuch Verlag, Stuttgart 2017, ISBN 978-3-613-04032-8.
- Panzer IV und seine Abarten. Motorbuch Verlag, Stuttgart 2019, ISBN 978-3-613-04170-7.
- Schwere Jagdpanzer – Entwicklung, Fertigung, Einsatz. Motorbuch Verlag, Stuttgart 2020, ISBN 978-3-613-04382-4.
- Enzyklopädie Deutscher Panzer – Alle Modelle, alle Ausführungen 1939–1945. Motorbuch Verlag, Stuttgart 2021, ISBN 978-3-613-04275-9 (englisch: Encyclopedia of German Tanks of World War Two. 1978.).